# Centris caxiensis
Centris caxiensis là một loài Hymenoptera trong họ Apidae. Loài này được Ducke mô tả khoa học năm 1907.